# Dertien Klassieken
De Dertien Klassieken of Confucianistische Klassieken is de overkoepelende benaming voor een verzameling Chinese geschriften die gezamenlijk de canon van het confucianisme vormen. Hierdoor hebben zij een buitengewoon grote invloed uitgeoefend op de Chinese cultuur.

## Betekenis jing 經
De toevoeging jing (經) bij Shisan jing (Dertien Klassieken), Yijing, Shujing of Shijing wordt in het enkelvoud meestal met boek vertaald en in het meervoud met klassieken. Oorspronkelijk betekende het woord echter schering, de verticale draden waar andere draden als inslag horizontaal doorheen werden geweven. Door een tekst te betitelen als 'jing' werd aangegeven dat de betreffende tekst tot basis van het 'weefpatroon van het leven' werd gemaakt, dus om de betreffende tekst als leidraad voor het leven te beschouwen. Overigens werd ook het begrip inslag (緯, wei) gebruikt. Met de term chanwei (讖緯) werden esoterische en magische commentaren op de Vijf Klassieken bedoeld, die tijdens de Han-tijd zijn geschreven, maar daarna in diskrediet zijn geraakt en nu, op enkele fragmenten na, verloren zijn.

## Samenstelling van de Dertien Klassieken

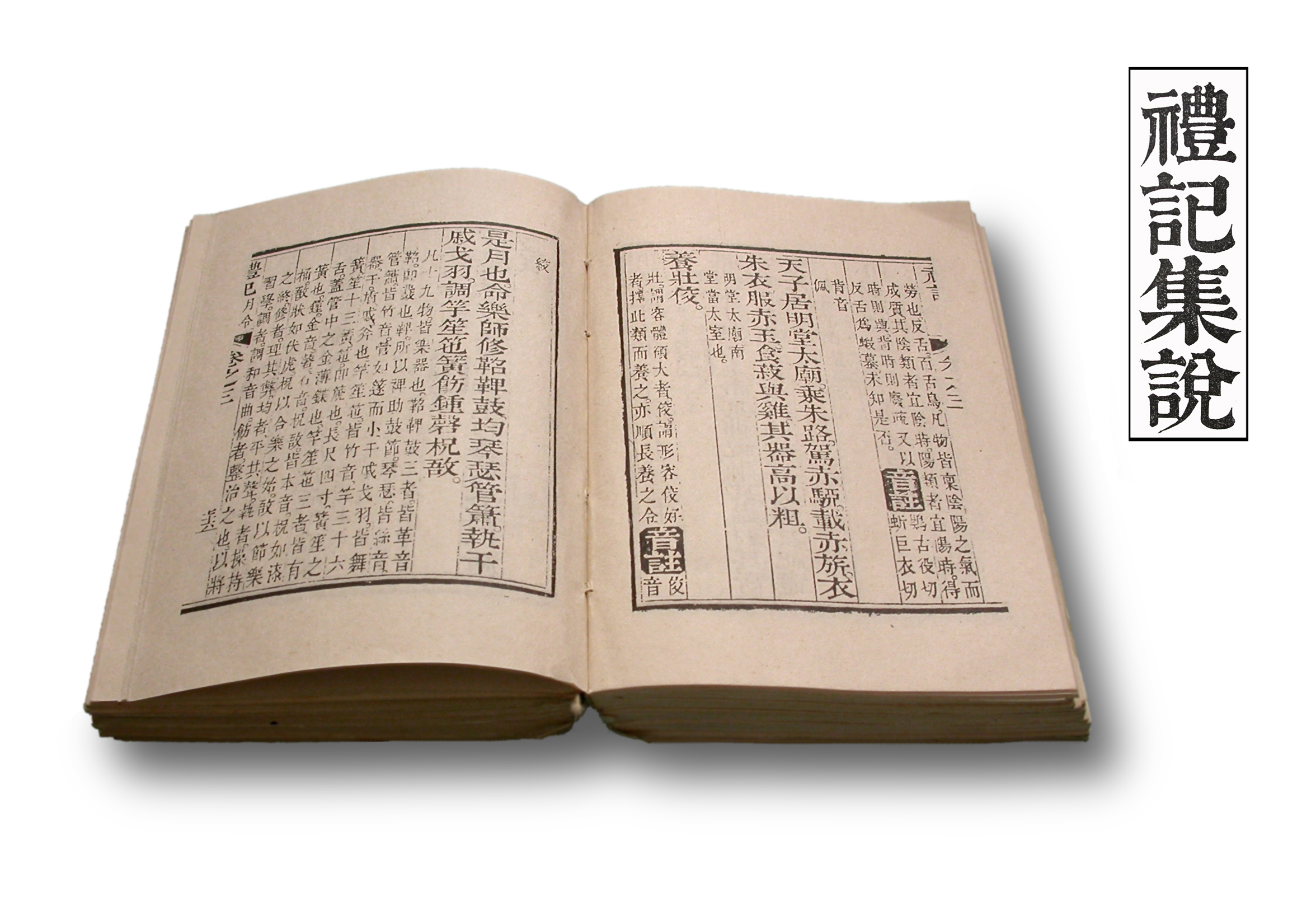
Liji, het Boek van de Riten

De volgende werken worden sinds de Song-tijd gerekend tot de Dertien Klassieken:
1. Het Boek der Veranderingen (Yijing volgens Nederlandse vertalers I Tjing), ook wel De veranderingen van Zhou (Zhouyi 周易).
2. Het Boek der Documenten (Shujing), ook wel Achtenswaardige documenten (Shangshu) genoemd.
3. Het Boek der Liederen, ook wel het Boek der Oden (Shijing).
4. De Riten van Zhou (Zhouli) ook wel genoemd Regeringsambten van de Zhou (Zhouguan 周官) of Boek van de regeringsambten van de Zhou (Zhouguanjing 周官經).
5. De Ceremonies en riten (Yili), ook wel bekend als Riten van de shi [laagste adellijke klasse] (Shili 士禮) of het Boek van de Riten (Lijing, 禮經).
6. De Optekening van de Riten (Liji).
7. De Lente- en herfstannalen (Chunqiu 春秋) en het Commentaar van (mijnheer) Zuo (Zuoshizhuan) op de Lente- en herfstannalen.
8. Het Commentaar van Gongyang (Gongyangzhuan) op de Lente- en herfstannalen.
9. Het Commentaar van Guliang (Guliangzhuan) op de Lente- en herfstannalen.
10. De Gesprekken van Confucius (Lunyu 論語).
11. Het Boek van de kinderlijke piëteit (Xiaojing).
12. Het Erya woordenboek (Erya).
13. De Mencius, ook wel Gesprekken van Mencius.

## Het tot stand komen van de canon

### Vijf Klassieken
Vierhonderd jaar na de dood van Confucius (479 v.Chr.) verklaarde de Han-keizer Wudi (140-88 v.Chr.) het Confucianisme tot staatsleer. De tekstverzamelingen waaraan Confucius zelf zou hebben bijgedragen of waaruit hij lering en inspiratie zou hebben geput werden gecanoniseerd tot de Vijf Klassieken. Het ging hierbij om de volgende werken:
- Yi 易 (veranderingen): Het boek der veranderingen (Yijing, in het Nederlands taalgebied door de vertaling van Richard Wilhelm beter bekend als I Tjing).

Dit boek gaat over waarzeggerij. De kern bestaat uit 64 hexagrammen die zijn voorzien van een cryptische uitleg. Het boek werd belangrijk voor het Confucianisme vanwege de toegevoegde commentaren onder de naam de Tien vleugels. Traditioneel werd aangenomen dat ze door Confucius zelf waren geschreven.
- Shu 書 (documenten, oorkonden): Het boek der Documenten (Shujing 書經), ook wel Shangshu (尚書, Achtenswaardige documenten) genoemd.

Een losse verzameling toespraken, berispingen en aansporingen. De geschriften werden toegeschreven aan koningen en ministers en zouden volgens de tradities stammen uit de periode die loopt van de mythische Gele Keizer tot en met de Westelijke Zhou (770 v.Chr.).
- Shi 詩 (oden, liederen): Het boek der liederen (Shijing 詩經).

Van deze verzameling van 305 gedichten werd aangenomen dat Confucius die had samengesteld uit 3000 door ambtenaren uit alle delen van het rijk verzamelde liederen.
- Li 禮 (riten, innerlijke wellevendheid), bestaande uit drie rituele handboeken (Sanli 三禮, Drie Riten):
  - de Zhouli. Dit werk is een geïdealiseerd overzicht van de regeringsorganisatie in de vroege Zhou-tijd.
  - de Yili. Dit werk geeft een nauwkeurige beschrijving van de te volgen riten door de laagste adellijke klasse, de Shi (士) tijdens hun contacten met gelijke of hoger geplaatste adellijken.
  - de Liji. Dit is een beschrijvingen van te volgen riten bij uiteenlopende gebeurtenissen als een begrafenis, een rouw- of offerplechtigheid, een huwelijk of een banket. Deze beschrijvingen werden toegeschreven aan Confucius.
- De Lente en Herfst Annalen (Chunqiu), de uiterst beknopte annalen van Lu, de staat waar Confucius woonde, voor de periode tussen 722 en 481 v.Chr. Volgens de traditionele opvatting heeft Confucius deze kroniek samengesteld en maakte hij door subtiele woordkeuzes zijn instemming met of zijn afkeuring van een bepaalde gebeurtenis kenbaar (baobian 褒貶, lof-blaam).

Oorspronkelijk zou er nog een zesde werk zijn geweest:
- Muziek (Yue, 樂), het Boek van de muziek (Yuejing 樂經), maar dit boek was volgens de traditie verloren geraakt. Dit kan het gevolg zijn geweest van een proces om de zes klassieken terug te brengen naar vijf, onder invloed van de leer van de Vijf Elementen. Die werd gedurende de vroege Han-tijd steeds belangrijker. Ma Rong (馬融, 79-166 na Chr.) heeft een hoofdstuk over muziek (Optekening over muziek, 樂記, 'Yueji') toegevoegd aan de Liji. Mogelijk is dit een verkorte versie van het verloren geraakte werk. (Cook, Scott, 'Yue Ji 樂記 Record of Music. Introduction, Translation, Notes, and Commentary' in: Asian Music. Journal of the Society for Asian Music, vol. 26 (1995), pp. 1-96.)

### Zeven Klassieken
Gedurende de Late Han-tijd werden twee werken aan de canonieke lijst toegevoegd:
- De Gesprekken van Confucius (Lunyu).

Dit werk beschrijft de discussies die Confucius had met zijn leerlingen. Volgens de traditie vergeleken zij na de dood van Confucius hun aantekeningen, waarop het werk werd uitgegeven. Dit boek werd beschouwd als een zeer gezaghebbende bron voor het Confucianisme.
- Het Boek van de kinderlijke liefde [voor de ouders], (Xiaojing).

Dit boek beschrijft de onvoorwaardelijke liefde en trouw die kinderen moeten tonen voor hun ouders. Het werk zou een uiteenzetting zijn geweest van Confucius aan een van zijn leerlingen. Door zijn beknoptheid (1799 karakters) werd dit boek voor veel schoolkinderen verplichte leerstof, niet alleen in China, maar ook in Korea, Vietnam en Japan.

### Twaalf Klassieken
Gedurende de Tang-tijd werd één boek aan de canon toegevoegd:
- Het Erya woordenboek (Erya).

Dit woordenboek stamt uit de 3e eeuw v.Chr. en werd aan de canon toegevoegd vanwege de verklaringen die dit werk geeft voor termen uit de andere Confucianistische klassieken.
Verder vonden de volgende verschuivingen binnen de canon plaats:
- De drie rituele handboeken Zhouli, Yili en Liyi kregen elk een eigen plaats in de canon.
- De commentaren van Zuo (Zuozhuan), Gongyang (Gonyangzhuan) en van Guliang (Guliangzhuan) op de Lente en Herfst Annalen kregen elk een eigen plaats binnen de canon.

### Dertien Klassieken
Gedurende de Song-tijd werd de Mencius, een verzameling uitspraken van Mencius aan de canon toegevoegd.
De dertien Klassieken hebben een gezamenlijke omvang van 416 juan. Voortdurende bestudering van deze werken leidde tot een zeer groot aantal commentaren. De catalogus van de Siku quanshu vermeldt in de categorie jingbu 3900 werken met een totale omvang van meer dan 50.000 juan, honderdmaal meer dan de omvang van de originele dertien werken.

### Veertien Klassieken
De neo-Confucianistische geleerde Zhu Xi heeft een lijst samengesteld van werken waar hij persoonlijk de voorkeur aan gaf. Dat waren de Dertien Klassieken plus de Optekening van riten door Dai de Oudere Da Dai Liji (大戴禮記). Dit zou volgens de traditie een oudere versie van de Liji zijn geweest. Het werk is slechts in de vorm van fragmenten overgeleverd en wordt strikt genomen niet beschouwd als een onderdeel van de Confucianistische canon.

## De Vier Boeken
In 1190 selecteerde Zhu Xi vier werken uit de canon van de Dertien Klassieken. Deze Vier Boeken waren:
1. De Grote Leer (Daxue), een hoofdstuk afkomstig van de Liji.
2. De Doctrine van het Midden (Zhongyong), eveneens een hoofdstuk uit de Liji.
3. De Gesprekken van Confucius (Lunyu).
4. De Mencius (Mengzi).

Deze vier werken werden door Zhu Xi van een commentaar voorzien en dienden oorspronkelijk als inleiding op het Confucianisme. In 1314 werden de ambtenarenexamens opnieuw ingesteld en werden de vier boeken mét de commentaren van Zhu Xi als maatgevend verklaard. Zij moesten tot 1905 (dus gedurende de Ming en Qing-dynastie) door elke kandidaat voor de ambtenarenexamens, maar ook door veel schoolkinderen uit het hoofd worden geleerd. Tijdens de Qingdynastie verkreeg de interpretatie van het confucianisme door Zhu Xi dan ook de feitelijke status van officiële ideologie.